# Bernd Fiedler (Sportfunktionär)
Bernd Fiedler (* 8. Dezember 1955) ist ein deutscher Sportfunktionär.

## Leben
Bernd Fiedler ist seit 1967 Mitglied des Berliner Fußballvereins SFC Stern 1900 und seit Dezember 1989 auch dessen Vorsitzender. Den SFC hatte er schon seit 1981 als zweiter Vorsitzender und Schatzmeister unterstützt. Fast ebenso lange war er im Berliner Fußball-Verband und beim Deutschen Fußball-Bund (1989–2009) ehrenamtlich tätig. Er war Mitglied im Ausschuss für Steuer- und Wirtschaftsangelegenheiten des DFB. Er trainierte auch verschiedene Mannschaften des Stern 1900 und wurde u. a. mit der Jungliga (U23) zweimal Berliner Meister (1992 und 1993) und Pokalsieger (1993) und mit der zweiten Herrenmannschaft 1999 Berliner Pokalsieger.
Fiedler gilt als Kritiker des Berliner Fußball-Verbandes und auch des DFB. Im Jahr 2004 wollte er Nachfolger von Otto Höhne als BFV-Präsident werden, ging aber dann gegen den Vizepräsidenten Helmut Salisch in die „Opposition“ und unterstützte den Schatzmeister Bernd Schultz bei dessen Kandidatur für den Vorsitz. Später wurde er auch Kritiker des neu gewählten Präsidenten Schultz. So äußerte er sich 2017 zum Ausbau der Verbandszentrale des BFV kritisch zur Vergabepraxis und den Ausbaukosten. Fiedler war auf dem Verbandstag des BFV 2017 Antragsteller einer Resolution von Berliner Vereinen, um die Verteilung der Fernsehgelder an die Amateurvereine zu verbessern. Im Zuge dessen kandidierte er, wie schon 2004, für einen Posten im Präsidium des BFV. Als Ergebnis des Verbandstags 2017 kam es zu einem Rechtsstreit vor dem BFV-Sportgericht über die Beschlussfassungen. Es kam aber zu einer einvernehmlichen Verständigung.
Zum Saisonende 2015/16 war Stern 1900 als Zweitplatzierter eigentlich nicht direkt für den Aufstieg in die Oberliga qualifiziert. Fiedler sah aber, letztendlich vergeblich, eine Chance für den Aufstieg, da aus der Oberliga durch die Insolvenz des 1. FC Neubrandenburg 04 ein sportlich nicht abgestiegener Verein die Liga verlassen musste.
Fiedler erhielt 2011 das Bundesverdienstkreuz am Bande. Im gleichen Jahr kam es zur finanziellen Unterstützung des finanziell angeschlagenen Ligakonkurrenten von Stern 1900 Tennis Borussia Berlin.

## Werk
- gemeinsam u. a. mit Rudi Krämer: DFB-Steuer-Handbuch 2004. DFB, Frankfurt, 7. Auflage, 2004.